# Andouillé-Neuville
Andouillé-Neuville (Gallo: Andólhae) là một xã của tỉnh Ille-et-Vilaine, thuộc vùng Bretagne, miền tây bắc nước Pháp.